# 潘伯鹰
潘伯鹰（1905年1月—1965年5月25日），原名式，字伯鹰，以字行，号凫公，晚年又号有髮翁、却曲翁，别署孤云，斋号玄隐庐。安徽怀宁人，中国诗人、书法家、小说家。著有《中国的书法》，《中国书法简论》，《玄隐庐诗》等。与沈伊默，白蕉齐名的20世纪中国书坛的“学者型书家”典型之一。

## 生平
他出生于清末官僚知识分子家庭，早年从桐城吴闿生学习经史文词。毕业于北京交通大学，公费赴日留学，归国后在国民政府交通部任职。1931年，潘伯鹰曾被逮捕入狱，经萧叔䌹与章士钊等营救得脱。抗战期间，潘伯鹰在重庆发起“饮河诗社”。章士钊北上参加国共和谈时，潘伯鹰担任其秘书。
1949年后供职于上海图书馆。1961年任上海中国书法篆刻研究会副主任委员兼秘书长。后任同济大学、复旦大学、华东音乐学院教授。对诗歌、小说、文物鉴赏有着很高的造诣后潜心于诗词及书法，是近代书坛“二王”疏风的积极追崇者之一。1965年5月25日因病去世。

## 著作
早年曾著小说《人海微澜》刊于天津《大公报》，又续著《隐刑》《强魂》《雅莹》《残羽》和《蹇安五记》。后工诗，喜以新题材用旧形式出之，有《玄隐庐诗集》。
论著有《书法杂论》《中国的书法》《中国书法简论》。作品出版有《潘伯鹰行草墨迹》等。

## 轶闻
- 潘伯鹰风神潇洒，崇尚雅洁。国共和谈时曾担任国方代表章士钊的秘书，一时间“书记翩翩潘伯鹰”的考语流传甚广。
- 潘有「狂人」之号，在客厅中写有“不读五千卷书者，不得入此室”；据郑逸梅回忆，潘伯鹰对待一般人极为鄙夷，但对于才识超群的人，潘伯鹰却十分敦诚谦恭[7]。